# Старий Загур
Старий Загур (пол. Stary Zagór) — село в Польщі, у гміні Домбе Кросненського повіту Любуського воєводства.
Населення — 227 осіб (2011).
У 1975-1998 роках село належало до Зеленогурського воєводства.

## Демографія
Демографічна структура станом на 31 березня 2011 року:
|          | Загалом | Допрацездатний вік | Працездатний вік | Постпрацездатний вік |
| -------- | ------- | ------------------ | ---------------- | -------------------- |
| Чоловіки | 121     | 24                 | 86               | 11                   |
| Жінки    | 106     | 19                 | 61               | 26                   |
| Разом    | 227     | 43                 | 147              | 37                   |